# Symphonie no 7 de Henze
Pour les articles homonymes, voir Symphonie no 7.
La Symphonie no 7 est la septième des dix symphonies du compositeur allemand Hans Werner Henze. Elle a été écrite en 1983-84. C'est une commande de l'Orchestre philharmonique de Berlin à l'occasion des festivités entourant le centenaire de l'orchestre en 1982.
Henze a affirmé que cette œuvre est une symphonie beaucoup plus germanique, dans la tradition beethovenienne, que ses précédentes symphonies. Effectivement, elle comporte quatre mouvements et est très proche de la  forme classique : introduction, mouvement lent, scherzo et finale. En outre, Henze utilise un plus grand nombre de motifs traditionnels allemands au cours des mouvements : une allemande (une danse allemande) dans le premier et la forme lied dans le second. Les deux derniers mouvements sont inspirés par le poète du XVIIIe siècle Friedrich Hölderlin, enfermé à Tübingen où il a été soumis à ce qui équivaut à une torture sous prétexte d'une intervention thérapeutique. Le dernier mouvement est une orchestration profondément lyrique du dernier poème de Hölderlin Hälfte des Lebens (La moitié de la vie).

## Interprétations
La création a été faite par l'Orchestre philharmonique de Berlin dirigé par Gianluigi Gelmetti en 1984. Dans cette interprétation, l'œuvre dure 46 minutes. L'enregistrement de Sir Simon Rattle en 1992 dure 38 minutes, et celui de Marek Janowski en 2007 un peu moins de 35.

## Mouvements
1. Tanz - Lebhaft und beseelt (Danse - animé et inspiré)
2. Ruhig bewegt (Tranquillement animé)
3. Unablässig in Bewegung (Sans cesse en mouvement)
4. Ruhig, verhalten (Calme, plus lent)